# Marcello Puglisi
Pour les articles homonymes, voir Puglisi.
Marcello Puglisi (né le 17 mai 1986 à Trescore Balneario dans la province de Bergame en Lombardie) est un pilote automobile italien.

## Carrière automobile
- 2003 : Championnat d'Italie de Formule Renault, 26e
  - Eurocup Formule Renault, non classé
- 2004 : Championnat d'Italie de Formule Renault, 13e
- 2005 : Championnat d'Italie de Formule Renault, 21e
  - Championnat d'Italie de Formule 3, 15e
  - Eurocup Formule Renault, non classé
- 2006 : Euro Formule 3000, 21e
  - Formule 3000 International Masters, 10e
- 2007 : International Formula Master, 5e
- 2008 : GP2 Asia Series, non classé (En cours)